# Royal Sporting Club athusien
Maillots
Dernière mise à jour : 3 août 2017.
Le Royal Sporting Club athusien (ou R. SC athusien) est un club de football belge localisé dans la ville d'Athus, en province de Luxembourg. Fondé en 1922, ce club porte le matricule 254. Ses couleurs sont rouge et blanc.
Le club tire son nom actuel d'une fusion effectuée en 1958, entre le R. FC JS athusienne et le R. CS St-Louis Athus.
Le matricule 254 évolua durant 29 saisons en séries nationales, dont 9 au 3e niveau de la hiérarchie. Sa dernière apparition en « nationale » date de la saison 2000-2001. En 2017-2018, le club évolue en troisième provinciale.

## Le club
La région d'Athus découvrit le football avant la Première Guerre mondiale. Ce fut l'Abbé Becker, alors jeune vicaire d'Athus, qui initia la jeunesse locale au football, que l'ecclésiastique avait découvert à Arlon. Au début du XXe siècle, dans le chef-lieu de la province de Luxembourg, un jeune anversois arrivé à l'Athénée aurait amené un ballon de football dans sa valise.
Les milieux catholiques furent donc les premiers à propager le virus du football dans la lointaine Gaume (lointaine par rapport à Bruxelles et Anvers s'entend) avec des rencontres "passionnées" entre les différents patronages. Ce détail est piquant puisque vers la fin du XIXe et le début du XXe siècle, dans d'autres régions, les "âmes bien pensantes", influencées par l'Église, jugeaient le football décadent. Mais cet état d'esprit valait essentiellement pour les adultes. Les milieux religieux changèrent d'avis. Plusieurs personnalités devinrent des dirigeants importants et puis il y eut les rivalités... Si les "Libéraux" et/ou les "Socialistes" avaient une équipe, les "Catholiques" se devaient de relever le défi. Ces rivalités qui, de nos jours, paraissent désuètes, furent d'une certaine façon à l'origine de l'expansion et du développement du football.
En 1920, un premier club vit le jour. Ce fut l'Union sportive athusienne. L'entité ne s'affilia pas à la Fédération. Des matches amicaux furent disputés contre des équipes des villages proches mais aussi du Grand-Duché de Luxembourg, voire de France, la frontière étant toute proche.
En 1922, des litiges internes secouèrent l'US athusienne. Le trésorier, Édouard Majerus, quitta le club avec plusieurs joueurs, et ensemble ils fondèrent un nouveau club. Ils le nommèrent FC Jeunesse sportive athusienne. Après quelques mois, E. Majerus affilia le "FCJS" à l'URBSFA.
Le club commença en séries régionales dans un championnat appelé "Division 2 provinciale". Si le cercle resta inactif en 1925, il ne disparut pas et reprit de plus belle dès 1926. Cette même année, l'ancienne "US athusienne" disparut. Un de ses anciens membres, le vicaire Crémer, et des proches du parti catholique fondèrent alors un nouveau club qu'ils baptisèrent Cercle sportif Saint-Louis Athus et qu'ils inscrivirent aussi à l'URBSFA. La rivalité entre le club "ouvrier" (FCJS) et le "catholique" (CS St-Louis) pouvait s'installer.
En 1931, le FC JS athusienne monta pour la première fois en séries nationales. Le club ne parvint par à s'y maintenir. Il effectua quatre apparitions d'une seule saison, avant de réussir à rester en "nationale", entre 1945 et 1950.
Les deux clubs cohabitèrent durant plus de trente ans. Le "FCJS" se montra le "plus fort sportivement", avec plusieurs accessions aux séries nationales (14 saisons), tandis que le "CS St-Louis" n'y joua que deux saisons. En 1951, les deux clubs sont reconnus Société royale. D'abord le FCJS le 24 avril, ensuite le Saint-Louis le 11 juillet.
Le 28 mai 1958, les deux cercles fusionnent pour former l'actuel R. SC athusien qui conserve le matricule 254. Sous le nom de R. SC athusien, le club joua 15 saisons en nationales. De 1965 à 1970 et de 1996 à 2001, il y resta même deux fois cinq saisons consécutives. Sa dernière apparition remonte à 2000-2001.
En 2010-2011, le R. SC athusien évolue en 2e Provinciale (6e niveau) après une saison catastrophique en P1. Depuis 1945, ce n'est que la 3e fois que le club descend à ce niveau. Les deux premières fois (1979-1980 et 2003-2004), il remonta directement.

## Résultats dans les divisions nationales
Statistiques mises à jour le 14 juin 2013

### Bilan
| Niv | Divisions     | Jouées | Titres | TM Up | TM Down |
| --- | ------------- | ------ | ------ | ----- | ------- |
| I   | 1re nationale | 0      | 0      |       |         |
| II  | 2e nationale  | 0      | 0      |       |         |
| III | 3e nationale  | 9      | 0      |       |         |
| IV  | 4e nationale  | 20     | 0      |       | 2       |
| V   | 5e nationale  | 0      | 0      |       |         |
|     |               |        |        |       |         |
|     | TOTAUX        | 29     | 0      | 0     | 2       |

- TM Up : test-match pour départager des égalités, ou toutes formes de Barrages ou de Tour final pour une montée éventuelle.
- TM Down : test-match pour départager des égalités, ou toutes formes de Barrages ou de Tour final pour le maintien.

### Classements saison par saison
| Ordre               | Saison  | Nom du club         | Niveau                 | Classement final | Remarques |
| ------------------- | ------- | ------------------- | ---------------------- | ---------------- | --------- |
| 1                   | 1931-32 | FC JS athusienne    | Promotion (D3) série C | 14e/14           | Relégué!  |
| séries régionales   |         |                     |                        |                  |           |
| 2                   | 1933-34 | FC JS athusienne    | Promotion (D3) série C | 12e/14           | Relégué ! |
| séries régionales   |         |                     |                        |                  |           |
| 3                   | 1936-37 | FC JS athusienne    | Promotion (D3) série A | 13e/14           | Relégué ! |
| séries régionales   |         |                     |                        |                  |           |
| 4                   | 1938-39 | FC JS athusienne    | Promotion (D3) série A | 14e/14           | Relégué ! |
| séries régionales   |         |                     |                        |                  |           |
| 5                   | 1945-46 | FC JS athusienne    | Promotion (D3) série D | 12e/18           |           |
| 6                   | 1946-47 | FC JS athusienne    | Promotion (D3) série C | 11e/17           |           |
| 7                   | 1947-48 | FC JS athusienne    | Promotion (D3) série B | 11e/16           |           |
| 8                   | 1948-49 | FC JS athusienne    | Promotion (D3) série D | 11e/16           |           |
| 9                   | 1949-50 | FC JS athusienne    | Promotion (D3) série C | 14e/16           | Relégué ! |
| séries provinciales |         |                     |                        |                  |           |
| 10                  | 1952-53 | R. FC JS athusienne | Promotion série B      | 10e/16           |           |
| 11                  | 1953-54 | R. FC JS athusienne | Promotion série A      | 15e/16           | Relégué ! |
| séries provinciales |         |                     |                        |                  |           |
| 12                  | 1955-56 | R. FC JS athusienne | Promotion série C      | 12e/16           |           |
| 13                  | 1956-57 | R. FC JS athusienne | Promotion série B      | 6e/16            |           |
| 14                  | 1957-58 | R. FC JS athusienne | Promotion série D      | 15e/16           | Relégué ! |
| séries provinciales |         |                     |                        |                  |           |
| 15                  | 1959-60 | R. SC athusien      | Promotion série A      | 12e/16           |           |
| 16                  | 1960-61 | R. SC athusien      | Promotion série A      | 14e/16           | Relégué ! |
| séries provinciales |         |                     |                        |                  |           |
| 17                  | 1962-63 | R. SC athusien      | Promotion série B      | 16e/16           | Relégué ! |
| séries provinciales |         |                     |                        |                  |           |
| 18                  | 1965-66 | R. SC athusien      | Promotion série A      | 6e/16            |           |
| 19                  | 1966-67 | R. SC athusien      | Promotion série D      | 6e/16            |           |
| 20                  | 1967-68 | R. SC athusien      | Promotion série C      | 11e/16           |           |
| 21                  | 1968-69 | R. SC athusien      | Promotion série D      | 11e/16           |           |
| 22                  | 1969-70 | R. SC athusien      | Promotion série A      | 16e/16           | Relégué ! |
| séries provinciales |         |                     |                        |                  |           |
| 23                  | 1974-75 | R. SC athusien      | Promotion série D      | 13e/16           | Barrages  |
| 24                  | 1975-76 | R. SC athusien      | Promotion série D      | 16e/16           | Relégué ! |
| séries provinciales |         |                     |                        |                  |           |
| 25                  | 1996-97 | R. SC athusien      | Promotion série D      | 13e/16           | Barrages  |
| 26                  | 1997-98 | R. SC athusien      | Promotion série D      | 10e/16           |           |
| 27                  | 1998-99 | R. SC athusien      | Promotion série D      | 6e/16            |           |
| 28                  | 99-2000 | R. SC athusien      | Promotion série D      | 8e/16            |           |
| 29                  | 2000-01 | R. SC athusien      | Promotion série D      | 16e/16           | Relégué ! |
| séries provinciales |         |                     |                        |                  |           |

## Résultats dans les divisions nationales du R. CS St-Louis Athus
Statistiques clôturées, club disparu

### Bilan
| Niv | Divisions     | Jouées | Titres | TM Up | TM Down |
| --- | ------------- | ------ | ------ | ----- | ------- |
| I   | 1re nationale | 0      | 0      |       |         |
| II  | 2e nationale  | 0      | 0      |       |         |
| III | 3e nationale  | 2      | 0      |       |         |
| IV  | 4e nationale  | 0      | 0      |       |         |
| V   | 5e nationale  | 0      | 0      |       |         |
|     |               |        |        |       |         |
|     | TOTAUX        | 2      | 0      | 0     | 0       |

- TM Up : test-match pour départager des égalités, ou toutes formes de Barrages ou de Tour final pour une montée éventuelle.
- TM Down : test-match pour départager des égalités, ou toutes formes de Barrages ou de Tour final pour le maintien.

### Classements saison par saison
| Ordre               | Saison  | Nom du club                                                                | Niveau                                                                     | Classement final                                                           | Remarques                                                                  |
| ------------------- | ------- | -------------------------------------------------------------------------- | -------------------------------------------------------------------------- | -------------------------------------------------------------------------- | -------------------------------------------------------------------------- |
| 1                   | 1946-47 | CS St-Louis Athus                                                          | Promotion (D3) série C                                                     | 17e/17                                                                     | Relégué !                                                                  |
| séries provinciales |         |                                                                            |                                                                            |                                                                            |                                                                            |
| 2                   | 1948-49 | CS St-Louis Athus                                                          | Promotion (D3) série D                                                     | 16e/16                                                                     | Relégué !                                                                  |
| X                   | 1958    | Le club fusionne avec la R. FC JS athusienne, son matricule 701 est radié. | Le club fusionne avec la R. FC JS athusienne, son matricule 701 est radié. | Le club fusionne avec la R. FC JS athusienne, son matricule 701 est radié. | Le club fusionne avec la R. FC JS athusienne, son matricule 701 est radié. |

### Sources et liens externes
- (nl) « Fiche de l'équipe », sur Belgian Soccer Database (avant la fusion avec le CS Saint-Louis Athus)
- (nl) « Fiche de l'équipe », sur Belgian Soccer Database (après la fusion avec le CS Saint-Louis Athus)
- Site des supporters du RSC athusien